# 千姫天満宮

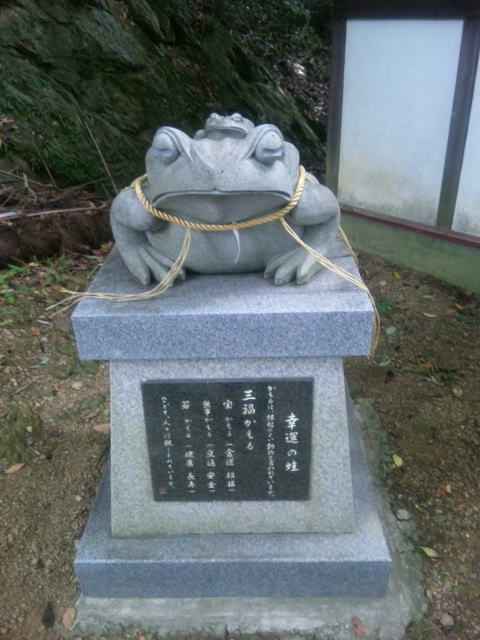
神社参道にある「幸運の蛙、三福かえる」。

千姫天満宮（せんひめてんまんぐう）は兵庫県姫路市山野井町にある神社。男山の中腹に鎮座している。

## 歴史
- 1623年（元和9年）3月 - 千姫（徳川家康の孫、豊臣秀頼正室）によって創建される[1]。
- 2002年（平成14年）4月 - 社殿を新築する。

## 千姫との関係
千姫は天神（天満宮・菅原道真）を信仰しており天神の木像を祀っていた。1615年（慶長20年）の大坂夏の陣で秀頼が自害し千姫は寡婦となるが、その翌年、1616年（元和2年）には本多忠刻と再婚。1617年（元和3年）に忠刻が姫路に移封されると、千姫は本多家の繁栄を願い姫路の天門（乾・北西）の鎮めとするため1623年（元和9年）3月に男山に天満宮を建立し6枚の羽子板を奉納した。千姫が生活していた姫路城西の丸から拝礼出来るように東向きに造営されており、千姫は長局の廊下から拝礼していたと伝わる。
千姫が奉納した羽子板に肖って絵馬は羽子板の形になっており、麓の店で販売している。また、切手を貼れば郵便物として郵送も可能。
学業成就の他、忠刻と千姫の夫婦仲の良さから恋愛成就の御利益もあるといわれている。

## 交通
- 姫路駅から神姫バスで約7分。「市之橋・文学館男山千姫天満宮前」下車、北へ徒歩約5分。

## 周辺
- 姫路公園
  - 姫路城
  - 好古園
  - 日本城郭研究センター
  - 姫路市立図書館（城内図書館）
  - 兵庫県立歴史博物館
  - 姫路市立美術館
  - 姫路市立動物園
  - 姫路神社
- 姫路文学館
- 景福寺
- 兵庫縣姫路護國神社